# نور الإسلام (اقتصادي)
نور الإسلام اقتصادي بنغلادشي. اشتهر نور الإسلام بدوره في حرب استقلال بنغلاديش عن باكستان في أوائل السبعينيات وكذلك لدوره القيادي في الاقتصاد من عام 1972 حتى 1975 كنائب لرئيس هيئة التخطيط، كان أحد أقرب المستشارين والمقربين للشيخ مجيب الرحمن - الأب المؤسس الأول ورئيس الوزراء الأول لبنغلاديش - قام نور الإسلام بتوجيه العديد من السياسيين البنغاليين (بما في ذلك فخر الدين أحمد ومحمد يونس ).
شغل منصب نائب رئيس لجنة التخطيط الأولى في بنغلاديش، وهو مساهم أساسي في برنامج النقاط الست المقدم إلى حكومة باكستان الغربية أثناء النضال من أجل الاستقلال. في عام 1961 نظم نور الإسلام ورحمن سبحان وحبيبور رحمن ندوة حول التفاوتات الاقتصادية بين غرب وشرق باكستان.
حصل على جائزة بنك بنغلاديش (2009) لمساهماته في اقتصاديات التنمية النظرية والتطبيقية. قام بتأليف 29 كتابًا.

## الخلفية والتعليم
نشأ نور الإسلام في شيتاغونغ. درس في كلية شيتاغونغ. وكذلك درس في كلية بريزيدنسي وجامعة دكا، كما حصل على درجة الدكتوراه في الاقتصاد من جامعة هارفارد عام 1955.

## الحياة المهنية
انضم نور الإسلام إلى جامعة دكا كأستاذ مشارك في الاقتصاد عام 1960. في عام 1965 ترك الجامعة ليصبح مديرًا للمعهد الباكستاني لاقتصاديات التنمية (لاحقًا معهد بنجلاديش لدراسات التنمية) ووزيرًا حكوميًا كرئيس للجنة التخطيط الأولى في بنغلاديش. عاد إلى دكا عام 1969.
كان نور الإسلام زميلًا في مؤسسة نافيلد في كلية لندن للاقتصاد وجامعة كامبريدج. كما شغل منصب زميل روكفلر في المدرسة الهولندية للاقتصاد، وكان زميلًا في كلية سانت أنتوني بأكسفورد.
شغل نور الإسلام منصب المدير العام المساعد لإدارة السياسة الاقتصادية والاجتماعية في منظمة الأغذية والزراعة ونائب رئيس لجنة التخطيط البنغلاديشية في وزارة حكومة بنغلاديش خلال الفترة 1972-1975.

## الأعمال
- «استراتيجية التنمية في بنغلاديش» (1978)
- «التخطيط التنموي في بنغلاديش: دراسة في الاقتصاد السياسي» (1979)
- «استقرار أسعار الحبوب الغذائية في البلدان النامية: القضايا والتجارب في آسيا» (1996)
- «الاستكشاف في قضايا التنمية: مقالات مختارة من نور الإسلام» (2003)
- «صنع أمة، بنغلاديش: حكاية أحد الاقتصاديين» (2003)[9][10]
- «ملحمة: رحلة حياتي» (2017)[2]

## الحياة الشخصية
أقام إسلام مع زوجته روشان في بوتوماك بولاية ماريلاند وواشنطن العاصمة بدايةً من عام 2019. وهو والد الخبير الاقتصادي رومين إسلام ورجل الأعمال نعيم إسلام.

## الجوائز
- جائزة بنك بنغلاديش (2009)[5]
- جائزة BDI للإنجاز مدى الحياة (2013)[8][12]